# Коробково (Нижегородская область)
Коробково — село в составе городского округа Навашинский Нижегородской области России.

## География
Село расположено в 16 км на север от города Навашино близ автодороги 22К-0125 Касимов – Нижний Новгород.

## История
По окладным книгам 1676 года деревня Кровкова входила в состав Дедовского прихода, в ней было 24 двора крестьянских.
В конце XIX — начале XX века деревня входила в состав Поздняковской волости Муромского уезда Владимирской губернии. В 1859 году в деревне числилось 20 дворов, в 1905 году — 77 дворов, в 1926 году — 144 дворов.
С 1929 года деревня являлась центром Коробковского сельсовета Муромского района Горьковского края, с 1931 года — в составе Спас-Седчинского сельсовета, с 1944 года — в составе Мордовщиковского района (с 1960 года — Навашинский район) Горьковской области, с 1954 года — в составе Ефановского сельсовета,  с 2009 года — в составе  Поздняковского сельсовета, с 2015 года — в составе городского округа Навашинский.

## Население
| 1859 | 1905 | 1926 | 2002 | 2010 |
| ---- | ---- | ---- | ---- | ---- |
| 258  | ↗518 | ↗798 | ↘287 | ↘245 |